# 浮力

浮力の例の説明図。水面に浮いていて静止している物体では、重力（gravity）と浮力（buoyancy）とが、つりあっている。

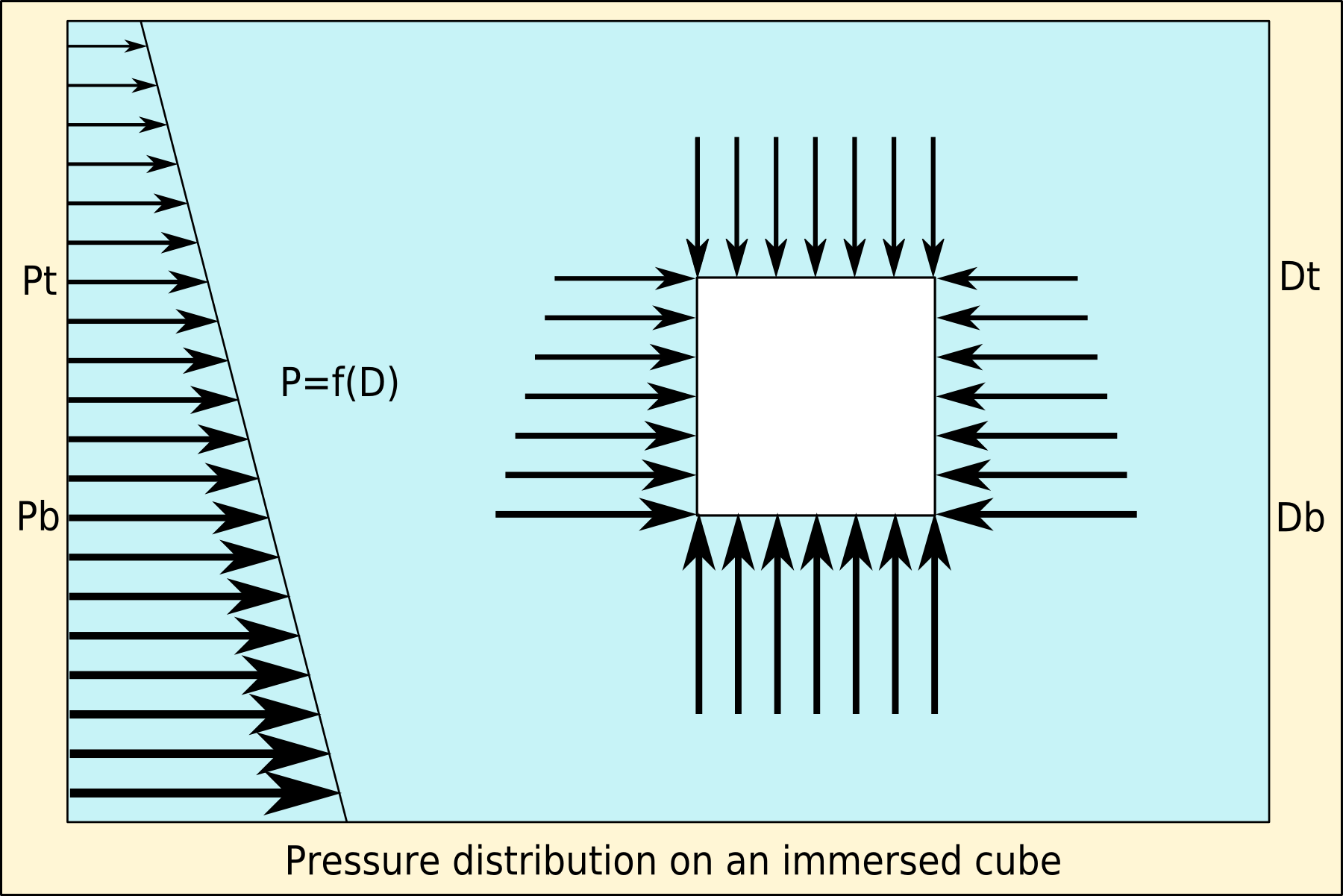
水圧の説明図。水深が深くなるほど、比例して水圧が強くなる。水圧の方向は、物体の面に垂直方向に働く。

浮力（ふりょく、英: buoyancy）とは、水などの流体中にある物体に重力とは逆の方向に作用する力である。
浮力の原因はアルキメデスの原理によって説明される。物体は流体から圧力（静水圧）を受けている。このとき圧力は物体の上と下では異なり（富士山の頂上の気圧と麓の気圧のように）、下から受ける力の方が大きい。この物体が受ける上下の力の差が浮力である。すなわち、物体には上向きの力が作用する。
物体が流体にすべて浸かった場合､深さが変わろうと浮力が変わることはない｡

## 定式化
物体が受ける浮力は、その物体と同じ体積の（周囲の）流体に作用する重力に等しい。すなわち以下のようになる。
{\displaystyle F_{b}=\rho _{f}Vg}
Fb ：浮力（N, kg·m/s²）
ρf ：流体の密度（kg/m³）
V ：物体の体積（m³）
g ：重力加速度（m/s²）
この式の厳密な導出には発散定理を用いる。
さらに、物体の密度が ρs であるとすると、物体にはたらく重力と浮力との合力は（上向きを正として）、
{\displaystyle F=(\rho _{f}-\rho _{s})Vg}
となる。したがって
- 物体が流体より軽い（ρs < ρf ）とき、F > 0 、すなわち物体は浮く
- 物体が流体より重い（ρs > ρf ）とき、F < 0 、すなわち物体は沈む

ことが分かる。

## 無次元数
流体力学で用いられる無次元量のうち、浮力に関するものには以下がある。いずれも、他の何らかの力との大きさの比を表す。
- リチャードソン数 - 慣性力との比
- グラスホフ数 - 粘性力との比
- レイリー数 - 熱拡散との比
- エトベス数 - 表面張力との比